# James Warwick
James Warwick (Broxbourne, 17 november 1947) is een Engels acteur en regisseur, vooral bekend door zijn rollen op televisie en in het Londense West End en New Yorks Broadway-theater. 
Hij is waarschijnlijk het bekendst door zijn leidende rol in Agatha Christies Partners in Crime (naast Francesca Annis als het paar Tommy en Tuppence) en de BBC-serie The Nightmare Man. Hij speelde ook een rol in de Doctor Who-serie Earthshock als luitenant Scott. 
Andere belangrijke rollen zijn Jason King, The Onedin Line, Lillie (waar hij weer optrad met Francesca Annis), Rock Follies, Tales of the Unexpected, Howards' Way, Bergerac en Iris Murdoch' The Bell met Ian Holm. 
Hij heeft ook gewerkt voor de Amerikaanse televisie, met gastrollen in Scarecrow en Home Improvement, Murder, She Wrote, Babylon 5 en Alias. 
Zijn theaterrollen omvatten An Ideal Husband op Broadway, King Arthur in de Amerikaanse nationale tour van Camelot. Hij speelde Brad in The Rocky Horror Show in het theater in Londen.
Hij is ook theaterregisseur in de Verenigde Staten, waaronder die als artistiek directeur bij de Chester Theatre Company MA.  Hij diende als interim-voorzitter van de American Academy of Dramatic Arts, Los Angeles 2007 - 2008. 
- Biblioteca Nacional de España: XX5164450
- Bibliothèque nationale de France: cb16672252r (data)
- International Standard Name Identifier: 0000 0000 4880 384X
- Library of Congress Control Number: no2004017303
- MusicBrainz: fb487ca2-82fa-4e8e-87ff-66044c37d5ba
- Système universitaire de documentation: 26059900X
- Virtual International Authority File: 34161406
- WorldCat: E39PBJxRy73C7RvCp87Qq6qYT3